# Rita (género)
Rita es un género de peces actinopeterigios de agua dulce, distribuidos por ríos y lagos de Asia.

## Especies
Existen seis especies reconocidas en este género:
- Rita chrysea Day, 1877
- Rita gogra (Sykes, 1839)
- Rita kuturnee (Sykes, 1839)
- Rita macracanthus Ng, 2004
- Rita rita (Hamilton, 1822)
- Rita sacerdotum Anderson, 1879